# 지방법원

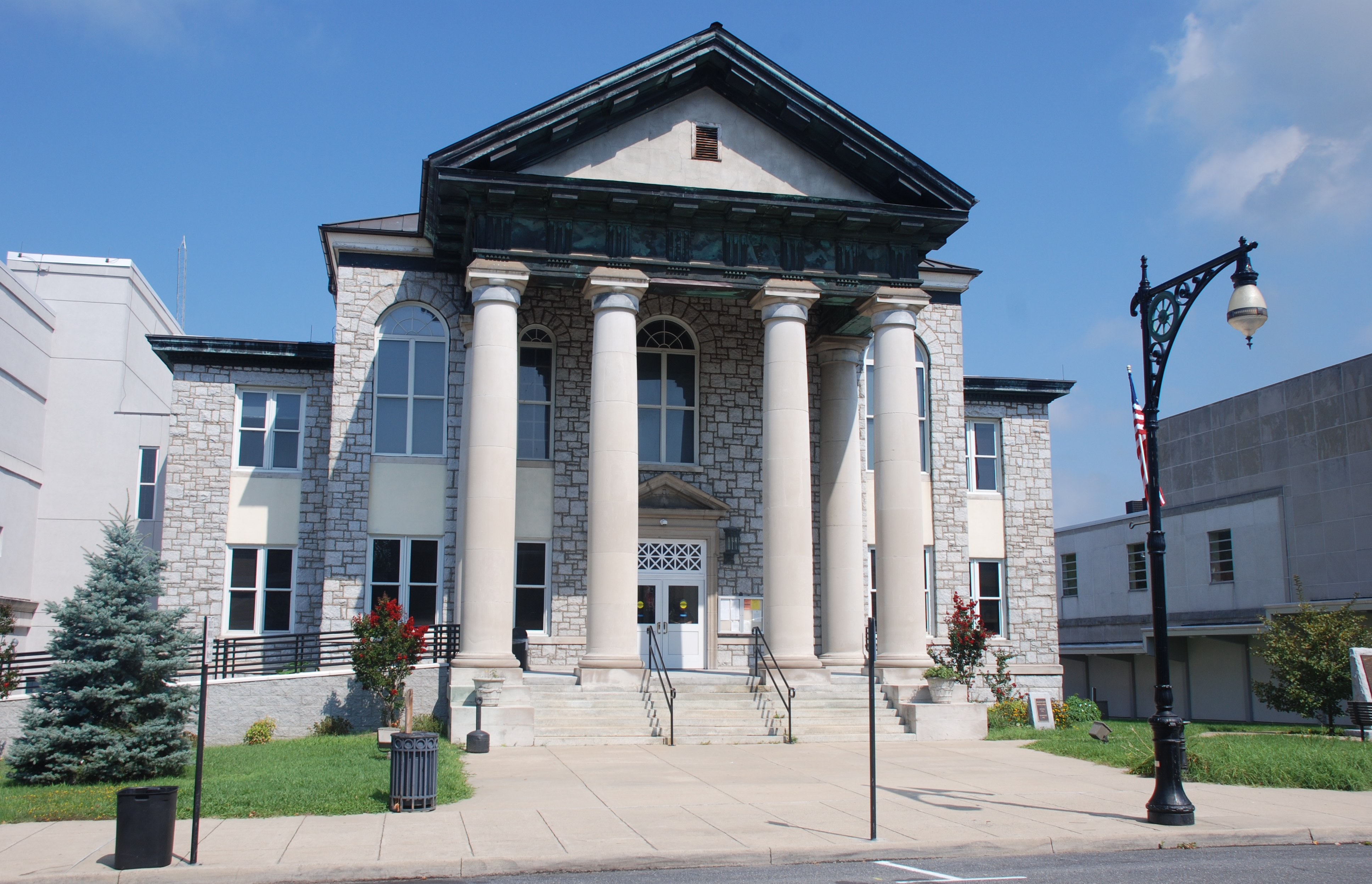
커빙턴 (버지니아주)의 앨러게니 지방 법원.

지방법원(地方法院)은 여러 국가에 존재하는 법원의 한 종류이다. 특정 관할 지역의 민사 및 형사소송을 처리하는 제1심 법원이다. 지방법원의 관할구역 안에서 일정 구역 업무를 분담하는 법원으로 지원(支院)이 있다. 업무는 지방법원의 업무와 같으나 항소부가 편성이 안되어 있다. 따라서 단독사건의 항소심은 지방 본원 항소부에서 시행된다. 지방법원 지원은 그 규모에 따라서 단독부만 있는 지원, 합의부가 있는 지원, 가사 사건을 별도로 다루는 지원으로 구분된다.
이러한 법원들은 일반적으로 하급 법원에 대한 통제를 행사하고 감독하는 상급 법원 아래에서 운영된다.

## 아메리카

### 미국
미국 연방 법원에서 미국 연방지방법원은 일반적인 재판 법원이다. 연방지방법원은 연방문제관할 (헌법, 연방법을 해석하거나 연방 법규 또는 범죄와 관련된 재판 및 사건) 및 다양성 관할 (주 재판 법원에서 관할권이 있는 사건이지만 다른 주 및 국가의 소송 당사자 간의 사건)에 대한 관할권을 가진다. 50개 주에는 89개의 연방 구역이 있다. 미국 연방지방법원은 푸에르토리코, 버진 제도, 컬럼비아 특별구, 괌, 북마리아나 제도에도 존재한다. 총 94개의 미국 연방지방법원이 있다. 이 법원의 결정은 13개 미국 항소법원 중 하나의 검토를 거쳐야 하며, 이는 다시 미국 연방 대법원의 검토를 받는다.
일부 주에서는 "지방 법원"이라고 불리는 주 법원을 유지한다. 플로리다주에서는 플로리다주 항소법원이 중간 항소 법원이다. 텍사스주에서는 텍사스 지방 법원이 중범죄 및 이혼 사건, 선거 논란, 그리고 많은 민사 문제를 심리하는 일반 관할권의 재판 법원이다. 하와이 주 지방 법원과 알래스카, 뉴욕, 켄터키의 지방 법원 등은 제한적 관할권의 법원이다.

## 아시아 및 오세아니아

### 오스트레일리아
지방 법원은 대부분의 호주 주에서 중간 법원의 명칭이다. 이들은 반역, 살인, 그리고 일부 주에서는 과실치사를 제외한 기소 가능한(중대한) 형사 범죄를 심리한다. 이들의 민사 관할권 또한 중간 수준이며, 일반적으로 청구 금액이 $75,000를 초과하고 $750,000 미만인 민사 분쟁에 해당한다. 이 한도는 호주 주마다 다르다. 빅토리아주에서는 이와 동등한 법원을 카운티 법원이라고 부른다. 이들 아래에는 뉴사우스웨일스주에서는 지방 법원으로 알려진 치안 법원이 있다. 이들 위에는 주 대법원이 있다.

### 키프로스
지방 법원은 민사 사건(특별 법원에서 다루는 사건 제외) 및 5년 이하의 징역형이 포함되는 형사 사건의 1심 법원이다. 이러한 법원은 6개가 있다.

### 홍콩
홍콩의 지방 법원은 1953년에 설립되었으며, 민사 및 형사 사건 모두에서 제한적인 관할권을 가진다. 2003년 12월 1일부터는 최대 HK$100만까지의 금전적 청구 또는 토지 회수 청구의 경우 연간 임대료 또는 과세 가치가 HK$240,000를 초과하지 않는 민사 관할권을 가진다. 형사 관할권에서는 살인, 과실치사, 강간을 제외한 더 심각한 사건을 재판할 수 있다. 부과할 수 있는 최대 징역형은 7년이다. 수석 지방 판사 1명과 30명의 지방 판사가 있으며, 이 중 3명의 지방 판사는 가정 법원에, 2명의 지방 판사는 토지 심판원에 심판관으로 재직한다.

### 인도
인도의 지방 법원은 법관이 주재한다. 이들은 구 수준에서 인도 사법부를 관장한다. 이 법원들은 해당 구가 속한 고등법원의 행정적 및 사법적 통제를 받는다.

### 인도네시아
인도네시아의 지방 법원은 종교, 헌법 또는 군사 문제와 관련 없는 모든 사건에 대한 공공 법원의 일부이다. 유죄 또는 무죄 판결은 의장 판사가 이끄는 세 명의 판사로 구성된 패널에 의해 내려진다.

### 이스라엘
이스라엘의 지방 법원은 항소 법원 역할과 일부 사건(예: 부동산 또는 지적 재산권)에 대한 1심 법원 역할을 모두 수행한다. 형사 사건에서는 피고가 최소 7년의 징역형을 받을 수 있는 사건을 재판한다. 2007년 현재 6개의 지방 법원이 있다.
- 예루살렘
- 텔아비브
- 하이파
- 나사렛
- 중앙 지역 (로드 (도시))
- 베르셰바

### 일본
일본에는 50개의 지방 법원이 있으며, 47개 도도부현의 각 현청 소재지에 하나씩, 그리고 홋카이도의 하코다테, 아사히카와, 구시로의 세 도시에 하나씩 있다. 이들은 대부분의 민사 및 형사 사건에 대한 첫 번째 법원이다. 대부분의 사건은 한 명의 판사로 진행된다.
일본 지방재판소(일본어: 地方裁判所 지호사이반쇼[*])는 원칙적으로 소송의 제1심을 행하는 재판소이다. 또한, 간이재판소의 민사소송 판결에 대한 항소사건의 제2심과 각종 영장에 관한 절차를 행한다. 조직으로는 민사부와 형사부로 나뉘며, 각각 민사재판, 형사재판을 담당한다. 또한, 총무과 등의 사법행정을 담당하는 사무국이 있다. 그리고 민사부 · 형사부는 재판관 1인의 단독제와 재판관 3인의 합의제로 나뉘며(재판소법 26조), 단독제만 취급하는 재판소인 지부도 있다.(합의제는 규모가 큰 지부 또는 본청에서 취급한다.) 재판 이외에도 회사갱생, 민사재생법, 파산 등에 관한 절차도 이뤄지고 있다. 지방재판소는 각 도도부현 소재지 및 하코다테시, 아사히카와시, 구시로시의 총 50개 시에 본청과 지부가 설치되어 있다. 지부를 포함해 전국 253개소가 설치되어 있다. 지부를 포함하여 관할구역이 정해져 있지만 중대사건의 경우 본청으로 변경되는 경우도 있다.
형사사건의 공판절차, 민사사건의 구두변론은 공개가 원칙이며, 희망하는 사람은 누구나 방청이 가능하다. 하지만 외설 사건 등 피해자의 사생활의 보호가 중시되는 사건의 등의 경우에는 일정한 제한을 두는 경우도 있다. 방청은 정숙을 지키기 위해 공판개시까지 해당 법정의 방청석에 착석하며 도중에 퇴정하지 않을 것이 요구되나, 금지되어 있는 것은 아니다. 또한, 사회적 이목을 끄는 사건 등에서 방청객이 쇄도할 것이 예상되는 경우 선착순 또는 추첨하여 방청권을 교부하기도 한다.

### 뉴질랜드
뉴질랜드 지방 법원은 살인, 과실치사 및 반역과 같은 특정 범죄를 제외한 모든 형사 사건을 다룬다. 이 법원은 또한 최대 $350,000까지의 민사 소송을 심리할 수 있다. 지방 법원은 1980년까지 치안 법원이라고 불렸다.

### 파키스탄
파키스탄의 지방 법원은 고위 법관이 주재한다. 이들은 구 수준에서 파키스탄 사법부를 관장한다. 이 법원들은 해당 구가 속한 고등법원의 행정적 및 사법적 통제를 받는다.

## 유럽

### 오스트리아
오스트리아에는 약 200개의 지방 또는 지역 법원이 있으며, 경미한 민사 사건과 형사 사건을 결정한다.

### 덴마크
덴마크는 24개의 사법 구역으로 구성되며, 각 구역에는 지방 법원(덴마크어: byret, 문자 그대로 "읍 법원"을 의미)이 있다. 각 지방 법원은 국가의 98개 지방자치단체 중 하나 이상을 관할하며, 코펜하겐시는 규모 때문에 두 개의 구역으로 나뉘어 있다. 2007년 이전에는 지방자치단체의 수가 271개에서 98개로 줄어들었을 때 82개의 지방 법원이 있었다.
두 개의 고등법원인 동부와 서부는 항소법원 역할을 한다.

### 핀란드
같이 보기 핀란드의 사법 제도
핀란드에는 27개의 지방 법원이 있으며, 형사 사건, 민사 사건 및 청원 사항을 다룬다. 1993년 12월 1일부터 이들은 핀란드어로 käräjäoikeus, 스웨덴어로 tingsrätt라고 불린다. 각 법원은 수석 판사와 다른 지방 판사들이 이끈다. 특정 사건에서는 지방 법원에 평판사도 있을 수 있다. 사건은 회의나 비공개 심리에서 처리되고 해결된다. 간단한 사건에서는 공증인에 의해 결정이 내려질 수 있다.

### 독일
독일에는 115개의 지방 법원(Landgerichte)이 있으며, 이는 지방 법원(Amtsgerichte)보다 상위이고 고등 지방 법원(Oberlandesgerichte)보다 하위이다.

### 아이슬란드
지방 법원은 아이슬란드의 최하위 사법 수준이다. 별도의 구역에서 운영되는 8개의 법원이 있다: 레이캬비크 지방 법원, 레이캬네스 지방 법원, 서부 아이슬란드 지방 법원, 서부 피오르드 지방 법원, 북서부 아이슬란드 지방 법원, 북동부 아이슬란드 지방 법원, 동부 아이슬란드 지방 법원, 남부 아이슬란드 지방 법원. 이 법원들은 모든 사건을 1심에서 처리한다. 조건에 따라 사건은 상급 법원으로 항소될 수 있으며, 궁극적으로는 아이슬란드 대법원의 결론이 최종적이다.

### 아일랜드
아일랜드 지방 법원은 1924년에 설립되었다. 이 법원은 최대 €15,000의 민사 소송과 즉결 형사 재판(최대 형량이 순회 법원에서 기소 시 12개월인 경범죄로, 판사 단독으로 심리) 및 주류 판매 허가 발급을 처리한다.

### 노르웨이
노르웨이 팅그레트는 형사 및 민사 사건을 다룬다. 팅그레트(tingrett)라는 용어는 2002년에 도입되었으며, 이전의 byrett 및 herredsrett라는 지방 법원 명칭을 대체했다.

### 스웨덴

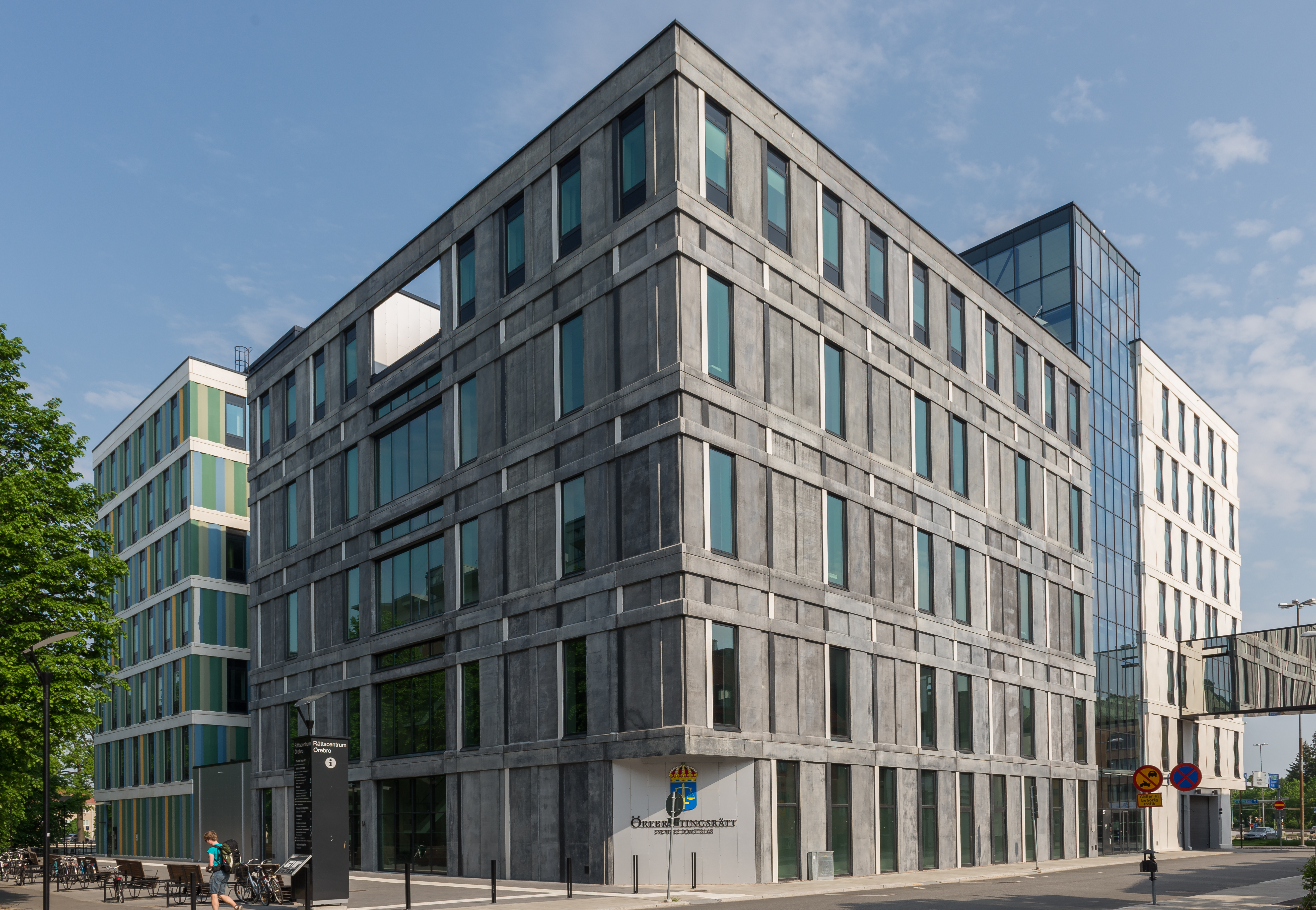
외레브로에 있는 외레브로 지방 법원, 스웨덴

스웨덴에는 48개의 지방 법원(스웨덴어: tingsrätt)이 있다. 팅그레트(Tingsrätt)는 핀란드와 노르웨이에서도 그러한 법원을 지칭하는 데 사용된다. 현재의 형태로는 비교적 최근에 만들어진 것이지만, 팅그레트라는 용어는 이들과 다른 북유럽 및 게르만 국가에서 분쟁을 해결하기 위해 소집되던 고대 회의를 의미하는 팅그(ting)에서 유래했다. 팅그레트라는 특정 용어는 이미 17세기 스웨덴에서 법원으로 사용되었지만 나중에 중단되었다. 이들은 1심 법원으로, 형사 사건, 일부 민사 분쟁 및 여러 비쟁점 사항을 다룬다. 공공 기관의 결정에 대한 개인 소송은 해당 기관에 따라 일반적으로 팅그레트 또는 푀르발트닝스레트(행정법원)에서 처리된다.
1971년, 팅그레트(tingsrätt)는 스웨덴 지방 법원이 되어, 대도시의 로드후스레트(rådhusrätt)와 다른 지역의 스웨덴 지방 법원을 위한 헤라드스레트(häradsrätt) 사이의 이전 구분을 대체했다. 이후의 개혁으로 이들 법원의 수는 약 100개에서 현재(2014년) 48개로 상당히 줄었다.
지방 법원에 대한 항소는 항소 법원(스웨덴어: hovrätt)으로 한다.

### 영국

#### 스코틀랜드
지방 법원은 1975년에 버그 경찰 법원을 대체하여 도입되었으며, 가장 경미한 범죄를 다루었다. 이들은 지방 당국에 의해 운영되었다. 각 법원은 한 명 이상의 치안 판사 (평판사)로 구성되었으며, 이들은 단독 또는 세 명으로 앉아 자격을 갖춘 법률 평가사를 의장 또는 법원 서기로 두었다.
이들은 많은 평화 방해, 음주, 경미한 폭행, 소액 절도 및 시민 정부 (스코틀랜드)법 1982에 따른 범죄를 처리했다.
지방 법원은 약식 절차에 따라 운영되었으며, 최대 £2,500를 초과하는 벌금을 부과하거나 범죄자에게 60일 이상의 교도소 수감형을 선고할 수 없었다. 실제로 대부분의 범죄는 벌금으로 처리되었다.
스코틀랜드의 지방 법원은 형사 절차 등 (개혁) (스코틀랜드) 법 2007의 규정에 따라 폐지되고 치안 판사 법원으로 대체되었다. 치안 판사 법원은 스코틀랜드 법원 서비스에서 관리한다. 법원 책임은 2010년 2월에 완료된 법원 통합의 순차적 프로그램으로 지방 당국에서 이관되었다. 지방 법원은 다음 셰리프 관할 구역에서 치안 판사 법원으로 대체되었다.
- 로디언과 보더스 셰리프 관할 구역, 2008년 3월 10일[11]
- 그램피언, 하이랜드 및 섬 셰리프 관할 구역, 2008년 6월 2일[12]
- 글래스고 및 스트래스클라인 셰리프 관할 구역, 2008년 12월 8일[13]
- 테이사이드, 중앙 및 파이프 셰리프 관할 구역, 2009년 2월 23일[14]
- 노스 스트래스클라인 셰리프 관할 구역, 2009년 12월 14일[15]
- 사우스 스트래스클라인, 덤프리스 앤 갤러웨이, 2010년 2월 22일[16]